# Sade Giyinen Hanımlar Cemiyeti
Sade Giyinen Hanımlar Cemiyeti var en turkisk organisation för kvinnors rättigheter, grundad 1918.
Kvinnofrågor började debatteras i Osmanska riket under andra hälften av 1800-talet, när de västinfluerade tanzimatpolitiken introducerade flera moderniseringsreformer som indirekt också gav kvinnor mer frihet. Flickskolor grundades där kvinnor även var verksamma som lärare, och en kvinnopress med kvinnotidningar utkom. Någon aktiv kvinnorörelse uppkom dock inte i Osmanska riket eftersom kvinnor inte hade möjlighet att grunda politiska föreningar. Först efter revolutionen 1908 blev det möjligt att grunda politiska organisationer, och därefter uppkom de första kvinnoföreningarna.
Sade Giyinen Hanımlar Cemiyeti var en förening för reform av kvinnors klädedräkt. Dess syfte var att utöka kvinnors deltagande i samhället, genom att förespråka att de blev en yrkesverksamma, tjänade egna pengar och försörjde sig själva, vilket skulle göra dem mer självständiga och både ge kvinnor mer frihet och bli till nytta för samhället. Föreningen ansåg att en dräktreform var nödvändig för att göra det möjligt för kvinnor att arbeta, och att den traditionella heltäckande slöjan förhindrade detta. Dräktreformen var föreningens huvudfråga och fokus. Inom den nyss organiserade turkiska kvinnorörelsen – främst genom Osmanlı Műdafaa-ı Hukûk-ı Nisvan Cemiyeti och deras tidning, som också förespråkade dräktreform – förekom många diskussioner om hur den nya kvinnan borde klä sig sedan hon hade lagt av sig den traditionella slöjan. Vid denna tid var det inte direkt förbjudet för kvinnor att klä sig i västerländska kläder och det fanns en liten minoritet som gjorde det, men i praktiken var det extremt kontroversiellt och ansågs inte respektabelt. Sade Giyinen Hanımlar Cemiyeti förespråkade att kvinnor skulle klä sig enkelt och med respekt för religionen utan att för den skull bära en heltäckande slöja. 
Föreningens syfte uppnåddes efter Osmanska rikets fall. Efter införandet av republiken under Mustafa Kemal Atatürk 1923 infördes i praktiken en klädreform som ett led av moderniseringen av samhället, och kvinnor med presidentfrun Latife Uşaki som förebild tog av sig slöjan och började klä sig västerländskt med statens uppmuntran. 